# Dekanat Puławy
Dekanat Puławy – jeden z 28 dekanatów w rzymskokatolickiej archidiecezji lubelskiej.

## Parafie
W skład dekanatu wchodzi 10 parafii:
- parafia św. Floriana i św. Katarzyny – Gołąb
- parafia MB Królowej Polski – Osiny
- parafia św. Andrzeja Boboli – Parafianka
- parafia MB Różańcowej – Puławy
- parafia Miłosierdzia Bożego – Puławy
- parafia św. Alberta Chmielowskiego – Puławy
- parafia św. Józefa – Puławy
- parafia Świętej Rodziny – Puławy
- parafia Wniebowzięcia NMP – Puławy
- parafia św. Apostołów Piotra i Pawła – Żyrzyn

## Sąsiednie dekanaty
Czarnolas (diec. radomska), Garbów, Kazimierz Dolny, Michów, Ryki (diec. siedlecka), Zwoleń (diec. radomska)